# Псебепс
Псебепс (рус. Псебепс, адиг. Псыбэпс) река је на југу европског дела Руске Федерације. Протиче преко територија Новоросијског округа и Кримског рејона на западу Краснодарске покрајине. Лева је притока реке Адагум, те део басена реке Кубањ и Азовског мора. 
Дужина водотока је 37 km, површина сливног подручја 146 km², док је просечан пад корита 9,8 м/км тока. Свој ток започиње на североисточним падинама планинског масива Маркотх. Има две притоке − Батијевку (5 km) и Сибзир (8,5 km).